# Konvergence v míře
Konvergence v míře je jeden ze dvou různých matematických konceptů, které zobecňují koncept konvergence náhodných proměnných.

## Definice
Nechť {\displaystyle f,f_{n}\ (n\in \mathbb {N} ):X\to \mathbb {R} } jsou měřitelné funkce na prostoru s mírou {\displaystyle (X,\Sigma ,\mu )}. O posloupnosti {\displaystyle f_{n}} řekneme, že konverguje globálně v míře k {\displaystyle f,} pokud pro každé {\displaystyle \varepsilon >0} platí
{\displaystyle \lim _{n\to \infty }\mu (\{x\in X:|f(x)-f_{n}(x)|\geq \varepsilon \})=0},
a že konverguje lokálně v míře k {\displaystyle f,} pokud pro každé {\displaystyle \varepsilon >0} a každou funkci {\displaystyle F\in \Sigma }, jejíž míra je konečná ({\displaystyle \mu (F)<\infty }), platí
{\displaystyle \lim _{n\to \infty }\mu (\{x\in F:|f(x)-f_{n}(x)|\geq \varepsilon \})=0}.
Na konečném prostoru s mírou jsou oba pojmy ekvivalentní. Jinak může konvergence v míře znamenat buď globální konvergenci v míře, anebo lokální konvergenci v míře, podle autora.

## Vlastnosti
V následujícím textu jsou f a fn (n {\displaystyle \in } N) měřitelné funkce X → R.
- Globální konvergence v míře implikuje lokální konvergenci v míře. Opak však neplatí; tj. obecně lokální konvergence v míře je striktně slabší než globální konvergence v míře.
- Pokud však {\displaystyle \mu (X)<\infty } nebo, obecněji, pokud f a všechny fn zanikají mimo nějakou množinu konečné míry, pak rozdíl mezi lokální a globální konvergencí v míře mizí.
- Pokud μ je σ-konečná a (fn) konverguje (lokálně nebo globálně) k f v míře, existuje vybraná posloupnost konvergující k f skoro všude. Předpoklad σ-konečnosti není nezbytný pro globální konvergenci v míře.
- Pokud μ je σ-konečná, (fn) konverguje k f lokálně v míře právě tehdy, když každá vybraná posloupnost má naopak vybranou posloupnost, která konverguje k f skoro všude.
- Konkrétně, pokud (fn) konverguje k f skoro všude, pak (fn) konverguje k f lokálně v míře. Opak neplatí.
- Fatouovo lemma a věta o monotonní konvergenci platí, pokud konvergenci skoro všude nahradíme (lokální nebo globální) konvergencí v míře.
- Pokud μ je σ-konečná, platí také Lebesgueova věta, pokud konvergenci skoro všude nahradíme (lokální nebo globální) konvergencí v míře.
- Pokud X = ⟨a,b⟩ ⊆ R a μ je Lebesgueova míra, pak existuje posloupnost (gn) schodovitých funkcí a spojitých funkcí (hn) konvergujících globálně v míře k f.
- Pokud f a fn (n ∈ N) jsou v Lp(μ) pro nějaké p > 0 a (fn) konverguje k f v p-normě, pak (fn) konverguje k f globálně v míře. Opak neplatí.
- Pokud fn konverguje k f v míře a gn konverguje k g v míře pak fn + gn konverguje k f + g v míře. Pokud je navíc prostor s mírou konečný, fngn konverguje také k fg.

## Protipříklady
Nechť {\displaystyle X=\mathbb {R} }, μ je Lebesgueova míra a f konstantní funkce s hodnotou nula.
- Posloupnost {\displaystyle f_{n}=\chi _{\langle n,\infty )}} konverguje k f lokálně v míře, ale nekonverguje k f globálně v míře.
- Posloupnost {\displaystyle f_{n}=\chi _{\left\langle {\frac {j}{2^{k}}},{\frac {j+1}{2^{k}}}\right\rangle }} kde {\displaystyle k=\lfloor \log _{2}n\rfloor } a {\displaystyle j=n-2^{k}} (Jejích prvních pět členů je {\displaystyle \chi _{\left\langle 0,1\right\rangle },\;\chi _{\left\langle 0,{\frac {1}{2}}\right\rangle },\;\chi _{\left\langle {\frac {1}{2}},1\right\rangle },\;\chi _{\left\langle 0,{\frac {1}{4}}\right\rangle },\;\chi _{\left\langle {\frac {1}{4}},{\frac {1}{2}}\right\rangle }}) konverguje k 0 globálně v míře; ale pro žádné x nekonverguje fn(x) k nule. Tedy (fn) nekonverguje k f skoro všude.

- Posloupnost {\displaystyle f_{n}=n\chi _{\left\langle 0,{\frac {1}{n}}\right\rangle }} konverguje k f skoro všude a globálně v míře; nekonverguje však v p-normě pro jakékoli {\displaystyle p\geq 1}.

## Topologie
Existuje topologie, nazývaná topologie (lokální) konvergence v míře, na kolekci měřitelných funkcí z X takových, že lokální konvergence v míře odpovídá konvergenci na této topologii.
Tato topologie je definována vztahem rodiny pseudometrik
{\displaystyle \{\rho _{F}:F\in \Sigma ,\ \mu (F)<\infty \},}
kde
{\displaystyle \rho _{F}(f,g)=\int _{F}\min\{|f-g|,1\}\,d\mu }.
Obecně se můžeme omezit na nějakou podrodinu množin F (místo na všechny podmnožiny konečné míry). Stačí, aby pro každé {\displaystyle G\subset X} konečné míra a {\displaystyle \varepsilon >0} existovala v rodině funkce F taková, že {\displaystyle \mu (G\setminus F)<\varepsilon .} Když {\displaystyle \mu (X)<\infty }, stačí uvažovat pouze jednu metriku {\displaystyle \rho _{X}}, takže topologie konvergence v konečné míře je metrizovatelná. Pokud {\displaystyle \mu } je libovolná míra (konečná nebo nekonečná), pak
{\displaystyle d(f,g):=\inf \limits _{\delta >0}\mu (\{|f-g|\geq \delta \})+\delta }
stále definuje metriku, která generuje globální konvergenci v míře.
Protože tato topologie je generována rodinou pseudometrik, je uniformizovatelná.
Pokud pracujeme s uniformními strukturami místo topologií, můžeme formulovat uniformní vlastnosti jako například
Cauchyovskost.